# 聖雅各教堂 (哥本哈根)

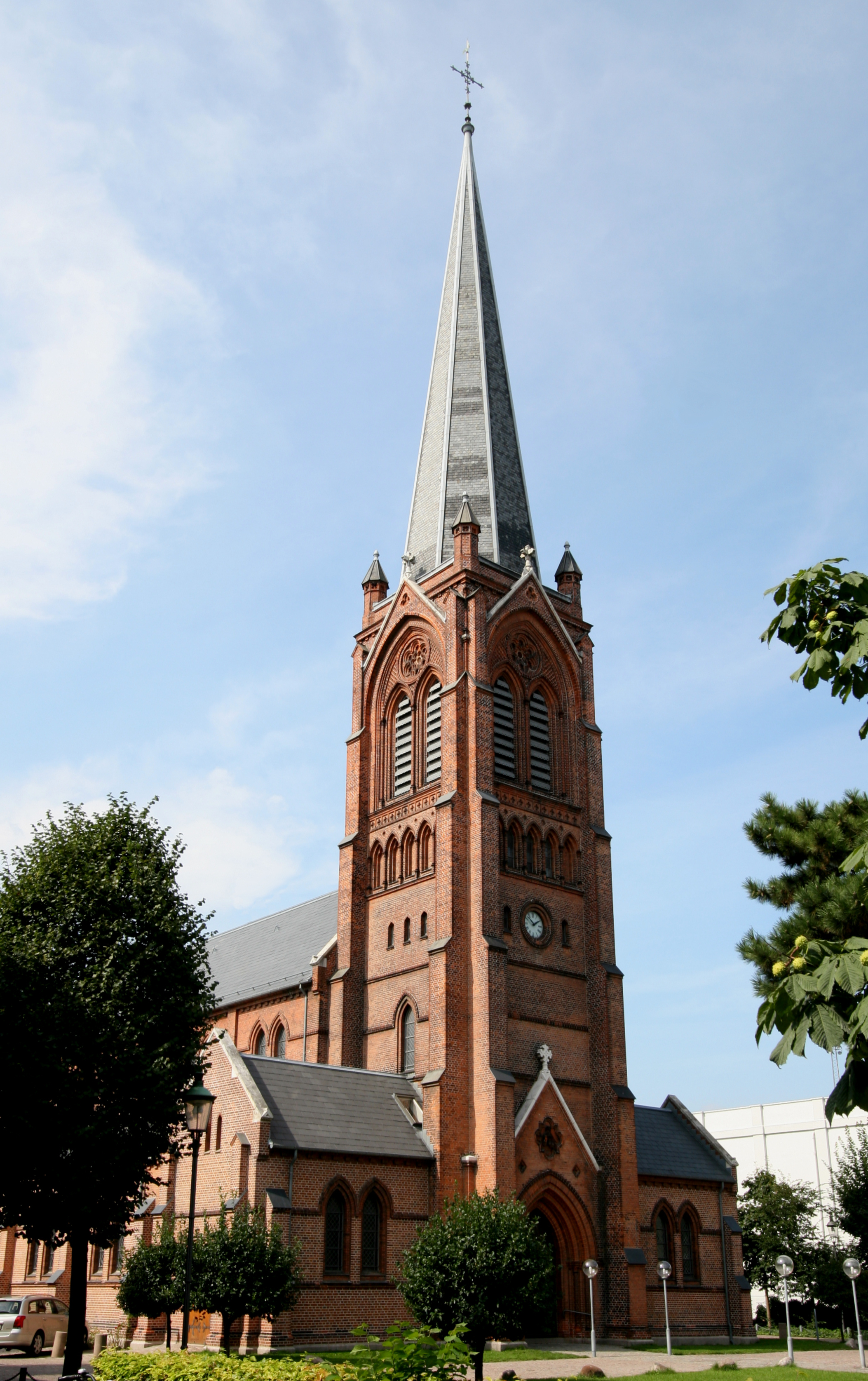

聖雅各教堂（丹麥語：Sankt Jakobs Kirke）是丹麥首都哥本哈根的一座教堂。該教堂位於厄斯特布羅地區。教堂由Ludvig Fenger設計，是一座新哥特式建築，修建於1876年至1878年之間。聖雅各教堂屬於丹麥國教會。

## 外部連結
- 350 tour （页面存档备份，存于） - outside
- tour - inside